# Armin Willemsen
Armin Willemsen (* 27. Januar 1985 in Bonn) ist ein deutsch/österreichischer Basketballspieler. Der zwei Meter messende Flügelspieler bestritt sechs Partien in der Basketball-Bundesliga.

## Laufbahn
Willemsen begann im Alter von elf Jahren in Österreich mit dem Basketballsport.
Er spielte für den TuS Lichterfelde in der 2. Basketball-Bundesliga und in der Regionalliga, ehe er 2006 nach Oldenburg wechselte. Dort gab er im Trikot der EWE Baskets Oldenburg seinen Einstand in der Basketball-Bundesliga und spielte mit einer Doppellizenz hauptsächlich für den Oldenburger TB in der Regionalliga.
In der Saison 2007/08 spielte er für den TV Langen in der 2. Bundesliga ProA sowie kurzzeitig auch für die Skyliners Frankfurt in der Bundesliga (zwei Einsätze). Im Spieljahr 2008/09 trug er das Trikot des SSV Lokomotive Bernau in der Regionalliga und wechselte innerhalb der Saison zum VfB Hermsdorf.
2009 wechselte er nach Frankfurt zurück und spielte für die zweite Herrenmannschaft der Skyliners in der 2. Bundesliga ProB. In der Saison 2010/11 stand Willemsen in Diensten der Licher BasketBären in der ProB.
2013 kehrte Willemsen nach Berlin zurück und spielte für den VfB Hermsdorf in der 2. Regionalliga sowie später für den SV Empor Berlin.

### Nationalmannschaft
Im Sommer 2005 nahm Willemsen mit der deutschen U20-Nationalmannschaft an der Europameisterschaft in Russland teil. 2009 gehörte er zum Aufgebot der deutschen Mannschaft bei der Militärweltmeisterschaft.